# Фано а Корно (Терамо)
Фано а Корно (итал. Fano a Corno) је насеље у Италији у округу Терамо, региону Абруцо.
Према процени из 2011. у насељу је живело 377 становника. Насеље се налази на надморској висини од 646 м.